# 1896 في فرنسا
فيما يلي قوائم الأحداث التي وقعت خلال عام 1896 في فرنسا.

## سياسة

### تعيين في المنصب
- 20 ديسمبر – فيليب جرينيه نائب فرنسي.

## رياضة
- 19 أبريل – سباق باريس روبيه 1896 الفائزون تشارلز ماير (دراج)، موريس غارين، جوسيف فيشر.

## ظهور
- 1 يناير – القرية اللطيفة رواية من تأليف جول فيرن.
- 1 يناير – كلوفيس داردينتور رواية من تأليف جول فيرن.

## كتب
من الكتب التي صدرت هذه السنة في فرنسا:
- 1 يناير – كلوفيس داردينتور من تأليف جول فيرن.
- 1 يناير – مواجهة العلم من تأليف جول فيرن.

## مواليد

### فبراير
- 18 فبراير – أندريه برتون كاتب فرنسي.

### مارس
- 9 سبتمبر – مارسيل هيوت درّاج طريق فرنسي.
- 18 مارس – هنري زيلر

### مايو
- 5 مايو – أندريه ليجيه درّاج طريق فرنسي.

### أغسطس
- 13 أغسطس – فرنسوا هيوز لاعب كرة قدم.

### سبتمبر
- 1 سبتمبر – أندري هونبال مخرج أفلام فرنسي.
- 4 سبتمبر – أنطونين أرتو
- 9 سبتمبر – مارسيل هيوت درّاج طريق فرنسي.

### ديسمبر
- 3 ديسمبر – كارلو شميد
- 31 ديسمبر – ماري لويز أميرة أورليان

## وفيات

### يناير
- 8 يناير – بول فرلان (مواليد 1844) شاعر فرنسي.

### أبريل
- 2 أبريل – بارجس (مواليد 1810)
- 22 أبريل – ليون ساي (مواليد 1826) سياسي فرنسي.

### يونيو
- 8 يونيو – جوليس سيمون (مواليد 1814) سياسي فرنسي.
- 26 يونيو – الأمير لويس، دوق نيمور (مواليد 1814) ضابط فرنسي.

### يوليو
- 16 يوليو – أدموند دي غونكور (مواليد 1822) كاتب فرنسي.
- 29 يوليو – راليه كولستون (مواليد 1825) عالم رسم خرائط من الولايات المتحدة الأمريكية.

### أغسطس
- 17 أغسطس – إيلي أبل كاريير (مواليد 1818)
- 18 أغسطس – ريتشارد أفيناريوس (مواليد 1843) فيلسوف ألماني.

### سبتمبر
- 18 سبتمبر – هيبوليت فيزو (مواليد 1819) فيزيائي فرنسي.

### أكتوبر
- 7 أكتوبر – لويس جول تروشو (مواليد 1815)
- 20 أكتوبر – فيليكس تيسراند (مواليد 1845) عالم فلك فرنسي.